# محافظة بري فنغ
محافظة بري فنغ هي محافظة في كمبوديا، بلغ عدد سكانها 947٬357  نسمة، عاصمتها بري فينج ‏، تبلغ مساحتها 4٬883٫0 كيلومتر مربع.

## الموقع
تشترك في الحدود مع:
- مقاطعة كامبونغ تشام
- محافظة تاي ننه
- محافظة لونغ أن
- محافظة دون تاب.

## التقسيمات الإدارية
- Preah Sdach District [الإنجليزية]‏
- Svay Antor district [الإنجليزية]‏
- Svay Antor district [الإنجليزية]‏
- Ba Phnum District [الإنجليزية]‏
- Kamchay Mear District [الإنجليزية]‏
- Kampong Trabaek District [الإنجليزية]‏
- Kanhchriech District [الإنجليزية]‏
- Me Sang District [الإنجليزية]‏
- Peam Chor District [الإنجليزية]‏
- Peam Ro District [الإنجليزية]‏
- Pea Reang District [الإنجليزية]‏
- Pou Rieng district [الإنجليزية]‏
- Sithor Kandal District [الإنجليزية]‏.

## أعلام
- لون نول